# Великомасштабна структура простору-часу
Великомасштабна структура простору-часу (англ. The Large Scale Structure of Space-Time) — книга про з загальної теорії відносності, написана Стівеном Гокінгом і Джорджем Еллісом і вперше опублікована 1973 року. Книгу вважають класичним, хоч і досить складним підручником аспірантського рівня загальної теорії відносності.
Автори використовують апарат диференціальної геометрії, щоб описати структуру чотиривимірного простору-часу в цілому, природу нескінченного розширення Всесвіту, утворення чорних дір, дослідити причинність і утворення сингулярностей. Зокрема, тут представлені теореми Пенроуза — Гокінга про сингулярність.

## Вміст
У цій книзі Гокінг і Елліс намагаються встановити аксіоматичну основу для геометрії чотиривимірного простору-часу загальної теорії відносності й вивести її фізичні наслідки для сингулярностей, горизонтів подій і причинності. Книга складається з таких розділів:
- 1. Роль гравітації
- 2. Диференціальна геометрія
- 3. Загальна теорія відносності
- 4. Фізичне значення кривини
- 5. Точні розв'язки[en]
- 6. Причинна структура[en]
- 7. Задача Коші в загальній теорії відносності
- 8. Просторово-часові сингулярності
- 9. Гравітаційний колапс і чорні діри
- 10. Початкова сингулярність Всесвіту
- Додаток А: Переклад есе П. С. Лапласа
- Додаток B: Сферично-симетричні розв'язки теореми Біркгофа

## Історія
Гокінг писав цю книгу, бувши постдоком у Кембриджському університеті, ґрунтуючись на своєму есе 1966 року «Сингулярності і геометрія простору-часу» (англ. Singularities and the Geometry of Spacetime), відзначеному премією Адамса. У своїй пізнішій «Короткій історії часу» 1988 року Гокінг описує книгу «Великомасштабна структура простору-часу» як «украй технічну» й незрозумілу для пересічного читача, навіть з науковою підготовкою.
Книга неодноразово перевидавалася, в тому числі іншими мовами й у форматі з м'якою палітуркою. У лютому 2023 року Cambridge University Press перевидав книгу з нагоди п'ятдесятої річниці першого видання.

## Відгуки
Нині «Великомасштабну структуру простору-часу» вважають класичною книгою з загальної теорії відносності. За словами математичного фізика Джона Баеза з Університету Каліфорнії в Ріверсайді, «Великомасштабна структура простору-часу» була «першою книгою, яка містить детальний опис революційних топологічних методів, впроваджених Пенроузом і Гокінгом на початку сімдесятих».
Математик Нік Вудгаус з Оксфордського університету вважав цю книгу авторитетним трактатом, який міг би стати класикою. Він зауважив, що автори починають з геометричних та фізичних аксіом, а потім чітко виводять наслідки, досліджуючи різні добре відомі точні розв'язки рівнянь поля Ейнштейна та їх фізичний зміст. Зокрема, Гокінг та Елліс показують, що сингулярності та чорні діри виникають у великому класі розв'язків. Він попередив, що, хоча ця книга є самодостатньою, вона більше підходить для спеціалістів, а не для студентів, оскільки вона важка й не містить вправ. Він відмітив, що деякі використані поняття, такі як групи Лі, залишені без пояснень, а сучасні безкоординатні методи введені, але ніде у книзі ефективно не використані.
Фізик-теоретик Райнер Сахс з Каліфорнійського університету в Берклі звертав увагу, що «Великомасштабна структура простору-часу» була опублікована приблизно в той саме час, що й «Гравітація та космологія» Стівена Вайнберга та «Гравітація» Чарльза Мізнера, Кіпа Торна й Джона Арчибальда Вілера. Він вважав, що ці три книги можуть доповнювати одна одну, виводячи студентів на передній край науки. У той час як Гокінг і Елліс широко використовують глобальний аналіз, але відносно мало говорять про пертурбативні методи, дві інші книги нехтують глобальним аналізом, але дуже детально висвітлюють теорію збурень. Сакс вважав, що Гокінг і Елліс зробили чудову роботу, узагальнивши останні розробки в цій галузі (станом на 1974 рік), і що цільовою аудиторією є аспірант або науковець із сильним математичним досвідом і попереднім знайомством із загальною теорією відносності. На його думку, ядро книги складають два розділи, розділ 4 про значення кривини простору-часу та розділ 6 про причинну структуру, і що найцікавішим додатком є передостанній розділ про чорні діри. Сакс відзначав, що математичні аргументи часом важко зрозуміти, і пропонував для довідки «Методи диференціальної топології в теорії відносності» Роджера Пенроуза. Він також помітив невелику кількість помилок, хоча жодна з них не впливає на загальні висновки, зроблені авторами.
Фізик-теоретик Джон Арчибальд Вілер з Принстонського університету рекомендував цю книгу всім, хто цікавиться застосуванням загальної теорії відносності для космології, теоремами про сингулярності й фізикою чорних дір, які дуже послідовно викладені в книзі. Він критикував книгу за відсутність прикладів і вправ, але високо оцінив представлені в ній 62 ілюстративні діаграми.